# Seznam nositelů Pour le Mérite

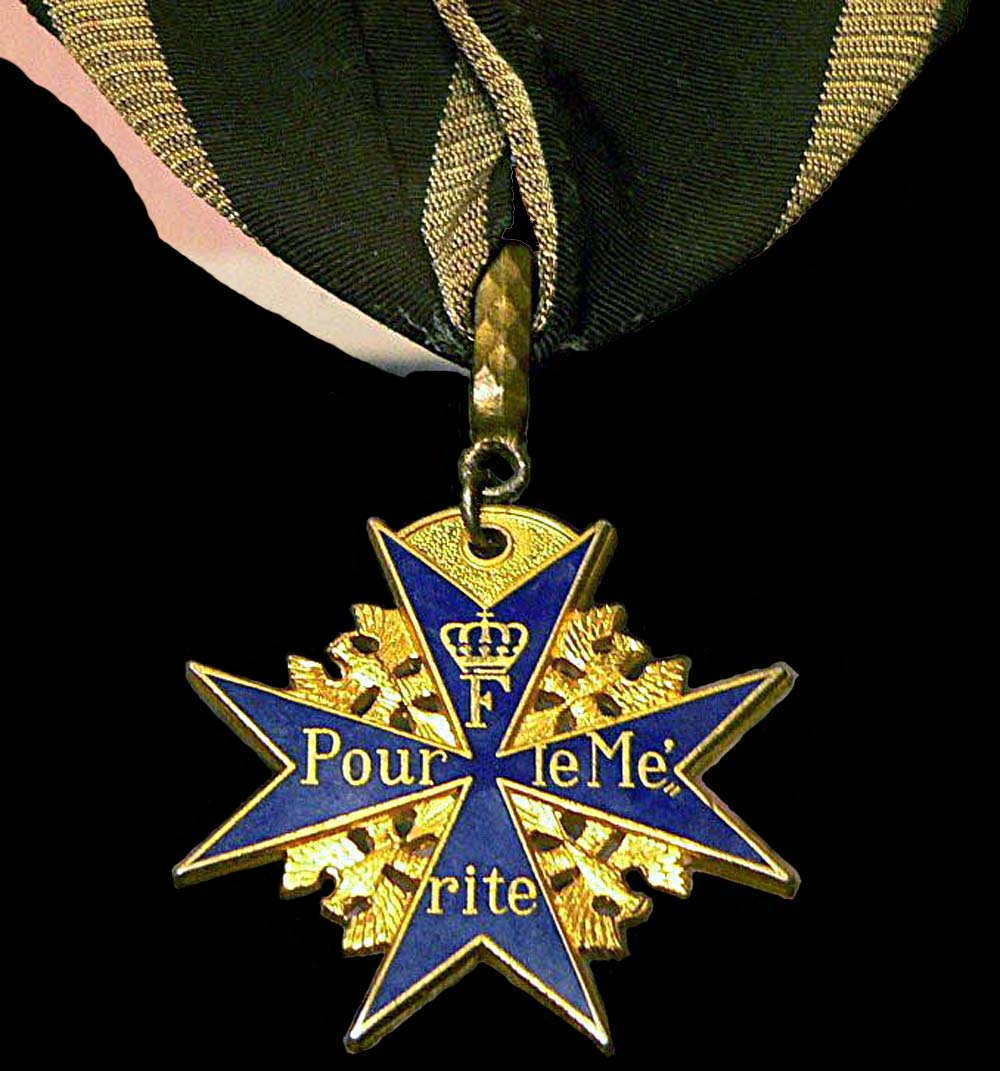
Pour le Mérite

Toto je seznam nositelů Pour le Mérite. Uvedeni jsou jen držitelé vojenské verze tohoto vyznamenání, převážně jen z období první světové války, seznam je tedy neúplný. Nositelé civilní verze jsou uvedeni v Seznamu nositelů Pour le Mérite za vědu a umění.
Vojenská verze řádu byla v době od jeho založení v roce 1813 až do konce monarchie v Prusku udělena celkem 5430 osobám.

## Vysvětlivky
V seznamu jsou u příslušníků pruských, německých rakousko-uherských ozbrojených sil ponechána německá označení nejvyšších dosažených hodností.
Druh vojska
- Heer – armáda
- Marine – námořnictvo
- Luftstreitkräfte – letectvo

## A
| Jméno                            | Hodnost                | Vojsko                  | Pour le Mérite    | Dubové ratolesti |
| -------------------------------- | ---------------------- | ----------------------- | ----------------- | ---------------- |
| Hans Adam                        | Kapitän zur See        | Marine                  | 6. listopad 1917  |                  |
| Armand von Alberti               | Oberst                 | Heer                    | 8. listopad 1918  |                  |
| Viktor Albrecht                  | General der Infanterie | Heer                    | 9. duben 1918     |                  |
| Karl Allmenröder                 | Leutnant               | Luftstreitkräfte        | 14. červen 1917   |                  |
| Dr. Ernst von Althaus            | Oberleutnant           | Luftstreitkräfte        | 22. červenec 1916 |                  |
| Richard d' Alton-Rauch           | Generalmajor           | Heer                    | 15. srpen 1918    |                  |
| Constantin von Alvensleben       | General der Infanterie | Heer                    | 17. září 1866     |                  |
| Walter Arens                     | Oberstleutnant         | Heer                    | 25. říjen 1918    |                  |
| Lothar von Arnauld de la Perière | Vizeadmiral            | Marine                  | 11. říjen 1916    |                  |
| Achim von Arnim                  | Oberst                 | Heer                    | 17. duben 1918    |                  |
| Arthur Arz von Straußenburg      | Generaloberst          | Rakousko-uherská armáda | 28. srpen 1915    | 6. srpen 1917    |

## B
| Jméno                                       | Hodnost                | Vojsko                  | Pour le Mérite    | Dubové ratolesti  |
| ------------------------------------------- | ---------------------- | ----------------------- | ----------------- | ----------------- |
| Paul Bader                                  | Oberst                 | Heer                    | 20. říjen 1918    |                   |
| Ernst von Bacmeister                        | General der Infanterie | Heer                    | 8. říjen 1917     |                   |
| Wilhelm Prinz von Baden                     | General der Infanterie | Heer                    | 18. prosinec 1895 |                   |
| Paul Bäumer                                 | Leutnant               | Luftstreitkräfte        | 2. listopad 1918  |                   |
| Wilhelm Balck                               | Generalleutnant        | Heer                    | 9. březen 1918    |                   |
| Hermann von Balcke                          | Generalmajor           | Heer                    | 29. červenec 1917 |                   |
| Viktor Bangert                              | Oberstleutnant         | Heer                    | 24. listopad 1917 |                   |
| Dr. Karl von Bardorff                       | General der Infanterie | Rakousko-uherská armáda | 27. červenec 1917 |                   |
| Karl Bartenbach                             | Vizeadmiral            | Marine                  | 27. říjen 1917    |                   |
| Josef Barth                                 | Oberst                 | Heer                    | 9. srpen 1918     |                   |
| Max Bauer                                   | Oberst                 | Heer                    | 19. prosinec 1916 | 28. březen 1918   |
| Prinz Franz von Bayern                      | Generalmajor           | Heer                    | 16. květen 1918   |                   |
| Leopold Prinz von Bayern                    | Generalfeldmarschall   | Heer                    | 5. srpen 1915     | 25. červenec 1917 |
| König Ludwig III. von Bayern                | Generalfeldmarschall   | Heer                    | 8. prosinec 1916  |                   |
| Kronprinz Ruprecht von Bayern               | Generalfeldmarschall   | Heer                    | 22. srpen 1915    | 20. prosinec 1916 |
| Oliver von Beaulieu-Marconnay               | Leutnant               | Luftstreitkräfte        | 26. říjen 1918    |                   |
| Friedrich Becker                            | Generalmajor           | Heer                    | 17. září 1918     |                   |
| Curt von Beerfelde                          | Oberstleutnant         | Heer                    | 21. duben 1918    |                   |
| Paul Behncke                                | Admiral                | Marine                  | 4. prosinec 1917  |                   |
| Franz von Behr                              | Oberst                 | Heer                    | 8. říjen 1917     |                   |
| Stanislaus Behrendt                         | Hauptmann              | Heer                    | 4. říjen 1918     |                   |
| Eduard von Below                            | General der Infanterie | Heer                    | 18. srpen 1917    |                   |
| Ernst von Below                             | General der Infanterie | Heer                    | 24. listopad 1917 | 13. říjen 1918    |
| Fritz von Below                             | General der Infanterie | Heer                    | březen 1915       | 11. srpen 1916    |
| Hans von Below                              | Generalleutnant        | Heer                    | 24. listopad 1917 |                   |
| Otto von Below                              | General der Infanterie | Heer                    | 16. únor 1915     | 27. duben 1917    |
| Richard von Berendt                         | General der Artillerie | Heer                    | 14. leden 1917    | 24. listopad 1917 |
| Karl Berger                                 | Generalleutnant        | Heer                    | 17. duben 1918    |                   |
| Walter von Bergmann                         | General der Infanterie | Heer                    | 8. květen 1918    |                   |
| Waldemar Berka                              | Generalmajor           | Heer                    | 23. červen 1918   |                   |
| Otto Bernert                                | Oberleutnant           | Luftstreitkräfte        | 23. duben 1917    |                   |
| Friedrich von Bernhardi                     | General der Kavallerie | Heer                    | 20. srpen 1916    | 15. květen 1918   |
| Felix von Bernuth                           | Hauptmann              | Heer                    | 9. říjen 1918     |                   |
| Hans Berr                                   | Oberleutnant           | Luftstreitkräfte        | 4. prosinec 1916  |                   |
| Albert von Berrer                           | Generalleutnant        | Heer                    | 27. srpen 1917    |                   |
| Rudolf Berthold                             | Hauptmann              | Luftstreitkräfte        | 12. říjen 1916    |                   |
| Hans Beseler                                | Oberstleutnant         | Heer                    | 28. listopad 1917 |                   |
| Hans von Beseler                            | Generaloberst          | Heer                    | 10. říjen 1914    | 20. srpen 1915    |
| Ernst von Bila                              | Major                  | Heer                    | 23. srpen 1918    |                   |
| Josef Bischoff                              | Oberstleutnant         | Heer                    | 30. červen 1918   |                   |
| Werner von Blomberg                         | Generalfeldmarschall   | Heer                    | 3. červen 1918    |                   |
| Walter Blume                                | Leutnant               | Luftstreitkräfte        | 30. září 1918     |                   |
| Fedor von Bock                              | Generalfeldmarschall   | Heer                    | 1. duben 1918     |                   |
| Franz-Karl von Bock                         | Oberst                 | Heer                    | 13. říjen 1918    |                   |
| Alfred von Böckmann                         | Generalleutnant        | Heer                    | 8. říjen 1916     | 1. červen 1917    |
| Eduard von Böhm-Ermolli                     | Generalfeldmarschall   | Rakousko-uherská armáda | 7. říjen 1916     | 27. červenec 1918 |
| Erich Böhme                                 | Generalleutnant        | Heer                    | 7. květen 1918    |                   |
| Erwin Böhme                                 | Leutnant               | Luftstreitkräfte        | 24. listopad 1917 |                   |
| Max von Boehm                               | Generaloberst          | Heer                    | 24. August 1916   | 20. květen 1917   |
| Oswald Boelcke                              | Hauptmann              | Luftstreitkräfte        | 12. leden 1916    |                   |
| Oskar von Boenigk                           | Generalmajor           | Luftstreitkräfte        | 25. říjen 1918    |                   |
| Friedrich von Bogendörfer                   | Generalmajor           | Heer                    | 8. listopad 1918  |                   |
| Helmuth Bohm                                | Oberstleutnant         | Heer                    | 5. květen 1918    |                   |
| Carl Bolle                                  | Oberstleutnant         | Luftstreitkräfte        | 21. srpen 1918    |                   |
| Heinrich Bongartz                           | Oberst                 | Luftstreitkräfte        | 23. prosinec 1917 |                   |
| Curt von dem Borne                          | General der Infanterie | Heer                    | 9. April 1918     | 3. listopad 1918  |
| Svetozar Boroëvić von Bojna                 | Feldmarschall          | Rakousko-uherská armáda | 3. listopad 1917  |                   |
| Karl von Borries                            | General der Infanterie | Heer                    | 13. červen 1918   |                   |
| Rudolf von Borries                          | Generalmajor           | Heer                    | 4. srpen 1917     |                   |
| Kuno-Hans von Both                          | General der Infanterie | Heer                    | 10. duben 1918    |                   |
| Felix von Bothmer                           | Generaloberst          | Heer                    | 7. červenec 1915  | 25. červenec 1917 |
| Ernst Brandenburg                           | Oberst                 | Luftstreitkräfte        | 14. červen 1917   |                   |
| Curt von Brandenstein                       | Oberstleutnant         | Heer                    | 26. září 1918     |                   |
| Hermann von Brandenstein                    | General der Infanterie | Heer                    | 27. srpen 1918    |                   |
| Otto von Brandenstein                       | Generalleutnant        | Heer                    | 15. květen 1918   |                   |
| Cordt von Brandis                           | Generalleutnant        | Heer                    | 21. duben 1918    |                   |
| Cordt von Brandis                           | Major                  | Heer                    | 14. březen 1916   |                   |
| Tido von Brederlow                          | Generalmajor           | Heer                    | 9. říjen 1918     |                   |
| Antol von Bredow                            | General der Kavallerie | Heer                    | 23. červenec 1915 |                   |
| Ludwig Breßler                              | General der Infanterie | Heer                    | 9. říjen 1918     |                   |
| Carl Briese                                 | Generalleutnant        | Heer                    | 30. srpen 1918    |                   |
| Friedrich Brinckmann                        | Oberst                 | Heer                    | 6. březen 1918    |                   |
| Heinrich Brinkord                           | Oberstleutnant         | Heer                    | 21. říjen 1918    |                   |
| Ferdinand Brisken                           | Oberstleutnant         | Heer                    | 23. duben 1918    |                   |
| Bernhard Bronsart von Schellendorff         | Generalleutnant        | Heer                    | 16. září 1916     |                   |
| Hans Bronsart von Schellendorff             | Major                  | Heer                    | 25. říjen 1918    |                   |
| Walter Siegfried Bronsart von Schellendorff | Oberst                 | Heer                    | 2. červen 1918    |                   |
| Georg Bruchmüller                           | Generalmajor           | Heer                    | 1. květen 1917    | 26. březen 1918   |
| Erich Brückner                              | Oberst                 | Heer                    | 4. září 1918      |                   |
| Friedrich Bruns                             | Oberst                 | Heer                    | 6. listopad 1918  |                   |
| Julius Buckler                              | Oberstleutnant         | Luftstreitkräfte        | 4. prosinec 1917  |                   |
| Hans-Joachim Buddecke                       | Oberleutnant           | Luftstreitkräfte        | 14. duben 1915    |                   |
| Rudolph Otto von Budritzki                  | General der Infanterie | Heer                    | 1. listopad 1870  |                   |
| Franz Büchner                               | Leutnant               | Luftstreitkräfte        | 25. říjen 1918    |                   |
| Karl Wilhelm Paul von Bülow                 | Generalfeldmarschall   | Heer                    | 4. duben 1915     |                   |
| Walter von Bülow                            | Leutnant               | Luftstreitkräfte        | 8. říjen 1917     |                   |
| Heinrich von Bünau                          | General der Infanterie | Heer                    | 17. září 1918     |                   |
| Robert Bürkner                              | Generalmajor           | Heer                    | 16. květen 1918   |                   |
| Král Boris III.                             | Generalfeldmarschall   | Bulharská armáda        | 3. říjen 1918     |                   |
| Ferdinand I. Bulharský                      | Generalfeldmarschall   | Bulharská armáda        | 8. září 1916      | 8. září 1916      |
| Hermann von Burkhardt                       | General der Artillerie | Heer                    | 12. květen 1917   |                   |
| Ernst Busch                                 | Generalfeldmarschall   | Heer                    | 4. říjen 1918     |                   |
| Georg von dem Bussche-Haddenhausen          | Oberstleutnant         | Heer                    | 18. září 1918     |                   |
| Johannes von Busse                          | Generalleutnant        | Heer                    | 16. duben 1918    |                   |

## C
| Jméno                        | Hodnost                | Vojsko                  | Pour le Mérite    | Dubové ratolesti |
| ---------------------------- | ---------------------- | ----------------------- | ----------------- | ---------------- |
| Philipp Carl von Canstein    | General der Infanterie | Heer                    | 1864              | 1866             |
| Eduard von Capelle           | Admiral                | Marine                  | 9. leden 1918     |                  |
| Leo von Caprivi              | General                | Heer                    | 18. leden 1871    |                  |
| Alois Caracciola-Delbrück    | Oberst                 | Heer                    | 25. srpen 1918    |                  |
| Adolph von Carlowitz         | General der Infanterie | Heer                    | 29. červenec 1917 | 25. květen 1918  |
| Walter Caspari               | Oberst                 | Heer                    | 21. duben 1918    |                  |
| Martin Chales de Beaulieu    | General der Infanterie | Heer                    | 5. září 1917      |                  |
| Siegfried von la Chevallerie | General der Artillerie | Heer                    | 20. leden 1918    | 5. říjen 1918    |
| Friedrich Christiansen       | General der Flieger    | Luftstreitkräfte        | 11. prosinec 1917 |                  |
| Eberhard von Claer           | General der Infanterie | Heer                    | 29. červen 1915   |                  |
| Max Clausius                 | Oberst                 | Heer                    | 15. říjen 1918    |                  |
| Erwin von Collani            | Oberstleutnant         | Heer                    | 7. květen 1918    |                  |
| Alexander Commichau          | Oberst                 | Heer                    | 21. duben 1918    |                  |
| Franz Conrad von Hötzendorf  | Generalfeldmarschall   | Rakousko-uherská armáda | 12. květen 1915   | 26. leden 1917   |
| Richard von Conta            | General der Infanterie | Heer                    | 15. říjen 1916    | 26. březen 1918  |
| Elimar von Cranach           | Generalmajor           | Heer                    | 22. duben 1918    |                  |

## D
| Jméno                                 | Hodnost                | Vojsko           | Pour le Mérite    | Dubové ratolesti |
| ------------------------------------- | ---------------------- | ---------------- | ----------------- | ---------------- |
| Rudolf Dänner                         | Generalleutnant        | Heer             | 26. říjen 1918    |                  |
| Viktor Dallmer                        | General der Infanterie | Heer             | 26. duben 1917    | 8. červen 1918   |
| Gustav Dammann                        | Generalleutnant        | Heer             | 6. listopad 1918  |                  |
| Johannes von Dassel                   | General der Infanterie | Heer             | 25. říjen 1918    |                  |
| Carl Degelow                          | Major                  | Luftstreitkräfte | 8. listopad 1918  |                  |
| Berthold von Deimling                 | General der Infanterie | Heer             | 28. srpen 1916    |                  |
| Dr. Walter von Delius                 | Oberst                 | Luftstreitkräfte | 20. leden 1918    |                  |
| Friedrich-Wilhelm Dernen              | Generalmajor           | Heer             | 29. srpen 1918    |                  |
| Arnold von Detten                     | Oberstleutnant         | Heer             | 27. srpen 1918    |                  |
| Curt von Dewitz                       | Generalleutnant        | Heer             | 22. duben 1918    |                  |
| Carl Dieffenbach                      | General der Infanterie | Heer             | 26. duben 1917    |                  |
| Otto von Diepenbroick-Grüter          | Generalleutnant        | Heer             | 13. červen 1918   |                  |
| Wilhelm von Ditfurth                  | Generalmajor           | Heer             | 21. duben 1918    |                  |
| Achmed Džemal                         | Generalleutnant        | Turecká armáda   | 4. září 1917      |                  |
| Gustav Dörr                           | Leutnant               | Luftstreitkräfte | 17. leden 1919    |                  |
| Nikolaus zu Dohna-Schlodien           | Kapitän zur See        | Marine           | 7. březen 1916    |                  |
| Wilhelm von Dommes                    | Generalleutnant        | Heer             | 8. červen 1918    |                  |
| Georg Dorndorf                        | Oberst                 | Heer             | 1. duben 1918     |                  |
| Albert Dossenbach                     | Leutnant               | Luftstreitkräfte | 11. listopad 1916 |                  |
| Eduard von Dostler                    | Oberleutnant           | Luftstreitkräfte | 6. srpen 1917     |                  |
| Hermann Drechsel                      | Oberst                 | Heer             | 3. duben 1918     |                  |
| Hermann von Dresler und Scharfenstein | General der Infanterie | Heer             | 8. listopad 1917  |                  |
| Hans von Drigalski                    | Oberst                 | Heer             | 28. březen 1918   |                  |
| Wilhelm von Dücker                    | Generalmajor           | Heer             | 29. srpen 1918    |                  |

## E
| Jméno                         | Hodnost                | Vojsko         | Pour le Mérite   | Dubové ratolesti |
| ----------------------------- | ---------------------- | -------------- | ---------------- | ---------------- |
| Johannes von Eben             | General der Infanterie | Heer           | 7. říjen 1916    | 22. září 1917    |
| Magnus von Eberhardt          | General der Infanterie | Heer           | 20. květen 1917  | 25. duben 1918   |
| Gottfried Edelbüttel          | General der Infanterie | Heer           | 12. říjen 1917   |                  |
| Franz von Edelsheim           | Oberstleutnant         | Heer           | 4. říjen 1918    |                  |
| Ralph von Egidy               | Generalmajor           | Heer           | 31. říjen 1918   |                  |
| Oskar von Ehrenthal           | General der Infanterie | Heer           | 15. červen 1917  |                  |
| Hermann von Eichhorn          | Generalfeldmarschall   | Herr           | 18. srpen 1915   | 28. září 1915    |
| Karl von Einem                | Generaloberst          | Heer           | 16. březen 1915  | 17. říjen 1916   |
| Karl d`Elsa                   | Generaloberst          | Heer           | 1. září 1916     |                  |
| Hugo Elstermann von Elster    | General der Infanterie | Heer           | 22. září 1917    |                  |
| Otto von Emmich               | General der Infanterie | Heer           | 7. srpen 1914    | 14. květen 1915  |
| Siegfried von Ende            | Generalleutnant        | Heer           | 31. říjen 1917   |                  |
| Nikolaus von Endres           | General der Infanterie | Heer           | 17. duben 1918   | 4. srpen 1918    |
| Georg von Engelbrechten       | General der Infanterie | Heer           | 8. červenec 1918 |                  |
| Enver Paša                    | Generalleutnant        | Turecká armáda | 23. srpen 1915   | 10. leden 1916   |
| Franz von Epp                 | General der Infanterie | Heer           | 29. květen 1918  |                  |
| Hans von der Esch             | Generalleutnant        | Heer           | 13. říjen 1918   |                  |
| Friedrich von Esebeck         | General der Infanterie | Heer           | 3. duben 1918    |                  |
| Ludwig von Estorff            | General der Infanterie | Heer           | 6. září 1917     |                  |
| Günther von Etzel             | General der Kavallerie | Heer           | 4. srpen 1918    | 25. říjen 1918   |
| Siegfried zu Eulenburg-Wicken | Oberst                 | Heer           | 27. srpen 1917   | 4. září 1918     |

## F
| Jméno                                       | Hodnost                | Vojsko           | Pour le Mérite    | Dubové ratolesti  |
| ------------------------------------------- | ---------------------- | ---------------- | ----------------- | ----------------- |
| Max von Fabeck                              | General der Infanterie | Heer             | 23. srpen 1915    |                   |
| Alexander von Falkenhausen                  | General der Infanterie | Heer             | 7. květen 1918    |                   |
| Ludwig von Falkenhausen                     | Generaloberst          | Heer             | 23. duben 1915    | 15. duben 1916    |
| Erich von Falkenhayn                        | General der Infanterie | Heer             | 16. únor 1915     | 3. červen 1915    |
| Eugen von Falkenhayn                        | General der Kavallerie | Heer             | 28. srpen 1915    | 13. listopad 1915 |
| Karl von Fasbender                          | General der Infanterie | Heer             | 13. září 1916     |                   |
| Wilhelm Faupel                              | Generalleutnant        | Heer             | 18. červen 1918   | 4. srpen 1918     |
| Bernhard Finck von Finckenstein             | General der Infanterie | Heer             | 9. duben 1918     |                   |
| Kurt Fischer                                | Oberstleutnant         | Heer             | 4. listopad 1917  |                   |
| Udo von Fischer                             | Generalmajor           | Heer             | 30. červen 1918   |                   |
| Paul Fleck                                  | General der Infanterie | Heer             | 16. březen 1915   |                   |
| Sigismund von Foerster                      | General der Infanterie | Heer             | 28. květen 1901   |                   |
| Dr. Walther Forstmann                       | Kapitän zur See        | Marine           | 12. srpen 1916    |                   |
| Ernst von Forstner                          | General der Infanterie | Heer             | 31. říjen 1917    | 17. červen 1918   |
| Ernst Frahnert                              | Oberst                 | Heer             | 14. listopad 1917 |                   |
| Hermann von François                        | General der Infanterie | Heer             | 14. květen 1915   | 27. červenec 1917 |
| Adolf Franke                                | General der Artillerie | Heer             | 18. říjen 1918    |                   |
| Hans-Heydan von Frankenberg und Ludwigsdorf | Generalmajor           | Heer             | 5. červenec 1918  |                   |
| Wilhelm Frankl                              | Leutnant               | Luftstreitkräfte | 12. srpen 1916    |                   |
| Rudolf Frantz                               | Generalmajor           | Heer             | 25. červenec 1917 |                   |
| Erich Freyer                                | Generalleutnant        | Heer             | 17. duben 1918    |                   |
| Karl von Freyhold                           | Oberst                 | Heer             | 14. červen 1918   |                   |
| Hermann Fricke                              | Generalmajor           | Luftstreitkräfte | 23. prosinec 1917 |                   |
| Friedrich von Friedeburg                    | Generalleutnant        | Heer             | 20. září 1918     |                   |
| Karl Friederici                             | Major                  | Heer             | 30. červen 1918   |                   |
| Albert von Fritsch                          | Generalleutnant        | Heer             | 3. září 1918      |                   |
| Lothar Fritsch                              | General der Infanterie | Heer             | 6. květen 1918    |                   |
| Georg Frotscher                             | General der Infanterie | Heer             | 5. květen 1918    |                   |
| Georg Fuchs                                 | General der Infanterie | Heer             | 18. srpen 1917    |                   |

## G
| Jméno                           | Hodnost                | Vojsko           | Pour le Mérite    | Dubové ratolesti |
| ------------------------------- | ---------------------- | ---------------- | ----------------- | ---------------- |
| Arthur von Gabain               | General der Infanterie | Heer             | 8. listopad 1917  | 17. duben 1918   |
| Otto Gabcke                     | Generalleutnant        | Heer             | 1. září 1918      |                  |
| Hans Emil Alexander Gaede       | General der Infanterie | Heer             | 25. srpen 1915    |                  |
| Erich Gaertner                  | Oberstleutnant         | Heer             | 8. listopad 1918  |                  |
| Max von Gallwitz                | General der Artillerie | Heer             | 24. červenec 1915 | 28. září 1915    |
| Otto von Garnier                | General der Kavallerie | Heer             | 12. říjen 1916    |                  |
| Georg von Gayl                  | General der Infanterie | Heer             | 8. květen 1918    |                  |
| Wilhelm von Gazen               | Oberstleutnant         | Heer             | 24. listopad 1917 |                  |
| Ludwig von Gebsattel            | General der Kavallerie | Heer             | 4. říjen 1916     |                  |
| Carl Siegfried von Georg        | Fregattenkapitän       | Marine           | 24. duben 1918    |                  |
| Ulrich von Germar               | Generalmajor           | Heer             | 22. duben 1918    |                  |
| Friedrich von Gerok             | General der Infanterie | Heer             | 7. červenec 1915  |                  |
| Daniel Gerth                    | Hauptmann              | Heer             | 11. říjen 1918    |                  |
| Wilhelm von Gluszewski-Kwilecki | Generalmajor           | Heer             | 24. listopad 1917 |                  |
| Hermann Göring                  | Reichsmarschall        | Luftstreitkräfte | 2. květen 1918    |                  |
| Wilhelm von Goerne              | Generalmajor           | Heer             | 20. květen 1917   | 30. srpen 1918   |
| Martin Goesch                   | Generalmajor           | Heer             | 21. duben 1918    |                  |
| Georg von Götz                  | Major                  | Heer             | 17. říjen 1918    |                  |
| August von Goetzen              | Generalleutnant        | Heer             | 11. září 1916     |                  |
| Rüdiger von der Goltz           | Generalleutnant        | Heer             | 15. květen 1918   |                  |
| Friedrich von Gontard           | General der Infanterie | Heer             | 9. duben 1918     | 4. duben 1918    |
| Heinrich Gontermann             | Leutnant               | Luftstreitkräfte | 14. květen 1917   |                  |
| Konrad von Goßler               | General der Infanterie | Heer             | 10. srpen 1916    |                  |
| Wolff von Graeffendorff         | Oberst                 | Heer             | 24. listopad 1917 |                  |
| Wilhelm Edler von Graeve        | Oberstleutnant         | Heer             | 8. listopad 1918  |                  |
| Kurt von Greiff                 | General der Infanterie | Heer             | 9. červen 1918    |                  |
| Robert von Greim                | Generalfeldmarschall   | Luftstreitkräfte | 14. říjen 1918    |                  |
| Wilhelm Griebsch                | Leutnant               | Luftstreitkräfte | 30. září 1918     |                  |
| Wilhelm von Groddeck            | Generalmajor           | Heer             | 9. srpen 1918     |                  |
| Wilhelm Groener                 | Generalleutnant        | Heer             | 11. září 1915     |                  |
| Hans von Gronau                 | General der Artillerie | Heer             | 4. říjen 1916     | 6. srpen 1918    |
| Jürgen von Grone                | Major                  | Luftstreitkräfte | 13. říjen 1918    |                  |
| Theodor Groppe                  | Generalleutnant        | Heer             | 6. listopad 1918  |                  |
| Hans von Grothe                 | Generalmajor           | Heer             | 2. listopad 1918  |                  |
| Paul Grünert                    | Generalleutnant        | Heer             | 3. květen 1918    |                  |
| Ernst Gruson                    | Generalmajor           | Heer             | 6. červenec 1918  |                  |
| Erich Gudowius                  | Generalleutnant        | Heer             | 4. srpen 1918     |                  |
| Erich von Gündell               | General der Infanterie | Heer             | 28. srpen 1916    |                  |
| Hans von Guretzky-Cornitz       | General der Infanterie | Heer             | 9. březen 1916    |                  |

## H
| Jméno                           | Hodnost                | Vojsko           | Pour le Mérite    | Dubové ratolesti  |
| ------------------------------- | ---------------------- | ---------------- | ----------------- | ----------------- |
| Friedrich von Haack             | General der Infanterie | Heer             | 8. srpen 1918     |                   |
| Wilhelm von Haasy               | Generalleutnant        | Heer             | 10. červen 1918   |                   |
| Heinrich von Hadeln             | Generalleutnant        | Heer             | 26. srpen 1917    |                   |
| Siegfried Haenicke              | General der Infanterie | Heer             | 14. červen 1918   |                   |
| Gottlieb von Haeseler           | Generalfeldmarschall   | Heer             | 19. leden 1873    | 22. březen 1915   |
| Wilhelm Hagedorn                | Oberst                 | Heer             | 30. červenec 1917 |                   |
| Karl von Hagen                  | Oberstleutnant         | Heer             | 8. říjen 1918     |                   |
| Dr. Oskar von Hahnke            | Oberst                 | Heer             | 8. říjen 1918     |                   |
| Ernst Hammacher                 | Oberst                 | Heer             | 31. říjen 1918    |                   |
| Rudolph Hammer                  | Generalleutnant        | Heer             | 24. listopad 1917 |                   |
| Fritjof von Hammerstein-Gesmold | Generalleutnant        | Heer             | 1. listopad 1918  |                   |
| Hans von Hammerstein-Gesmold    | General der Infanterie | Heer             | 6. listopad 1918  |                   |
| Karl Hansen                     | Generalleutnant        | Heer             | 8. listopad 1918  |                   |
| Georg von Harder                | Oberst                 | Heer             | 25. srpen 1918    |                   |
| Kurt Hartwig                    | Korvettenkapitän       | Marine           | 3. říjen 1918     |                   |
| Otto Hasse                      | General der Infanterie | Heer             | 23. prosinec 1917 | 12. květen 1918   |
| Hans-Joachim Haupt              | Generalmajor           | Heer             | 16. březen 1916   |                   |
| Wilhelm Haupt                   | Oberst                 | Heer             | 18. srpen 1918    |                   |
| Ludwig Hauß                     | Oberst                 | Heer             | 11. září 1918     |                   |
| Walter von Haxthausen           | Generalmajor           | Heer             | 13. červen 1918   |                   |
| Josias von Heeringen            | Generaloberst          | Heer             | 25. srpen 1915    | 25. srpen 1916    |
| Heino von Heimburg              | Vizeadmiral            | Marine           | 11. srpen 1917    |                   |
| Oskar Heinicke                  | Admiral                | Marine           | 5. březen 1918    |                   |
| Franz Heinrigs                  | Oberst                 | Heer             | 8. listopad 1917  |                   |
| Siegfried von Held              | Generalleutnant        | Heer             | 7. listopad 1918  |                   |
| Emil Hell                       | Generalmajor           | Heer             | 21. září 1916     | 11. leden 1917    |
| Hans von Hemmer                 | Generalmajor           | Heer             | 25. červenec 1917 |                   |
| Richard Hentsch                 | Oberst                 | Heer             | 23. září 1917     |                   |
| Ferdinand Herold                | Major                  | Herr             | 8. říjen 1917     |                   |
| Adolff Herrgott                 | Generalleutnant        | Heer             | 4. srpen 1918     |                   |
| Otto Hersing                    | Fregattenkapitän       | Marine           | 5. červen 1915    |                   |
| Friedrich Wilhelm von Hetzberg  | General der Kavallerie | Heer             | 4. listopad 1918  |                   |
| Hans Hesse                      | Generalmajor           | Heer             | 11. prosinec 1916 |                   |
| Albert Heuck                    | Generalleutnant        | Heer             | 28. říjen 1918    |                   |
| Wilhelm Heye                    | Generaloberst          | Heer             | 20. srpen 1916    | 3. duben 1918     |
| Hubert Heym                     | Oberst                 | Heer             | 9. duben 1918     |                   |
| Hans von Heynitz                | Oberst                 | Heer             | 3. prosinec 1917  |                   |
| Robert Hieronymus               | Hauptmann              | Heer             | 23. červen 1918   |                   |
| Paul von Hindenburg             | Generalfeldmarschall   | Heer             | 8. září 1914      | 23. únor 1915     |
| Franz von Hipper                | Admiral                | Marine           | 5. červen 1916    |                   |
| Karl Hoefer                     | Generalleutnant        | Heer             | 23. červenec 1916 | 14. duben 1918    |
| Walter Höhndorf                 | Leutnant               | Luftstreitkräfte | 20. červenec 1916 |                   |
| Ernst von Hoeppner              | General der Kavallerie | Luftstreitkräfte | 8. duben 1917     |                   |
| Eberhard von Hofacker           | Generalleutnant        | Heer             | 26. duben 1917    | 24. listopad 1917 |
| Max Hoffmann                    | Generalmajor           | Heer             | 7. říjen 1916     | 25. červenec 1917 |
| Heinrich von Hofmann            | Generalleutnant        | Heer             | 12. listopad 1917 | 18. září 1918     |
| Max Hofmann                     | General der Infanterie | Heer             | 28. srpen 1915    | 5. červenec 1918  |
| Ernst von Hohnhorst             | Generalleutnant        | Heer             | 6. květen 1918    |                   |
| Henning von Holtzendorff        | Großadmiral            | Marine           | 22. březen 1917   | 1. únor 1918      |
| Erich Homburg                   | Generalleutnant        | Luftstreitkräfte | 13. říjen 1918    |                   |
| Hans-Georg Horn                 | Oberstleutnant         | Luftstreitkräfte | 23. prosinec 1917 |                   |
| Rudolf von Horn                 | General der Artillerie | Heer             | 21. září 1918     |                   |
| Hans Howaldt                    | Kapitän zur See        | Marine           | 26. prosinec 1917 |                   |
| Otto von Hügel                  | General der Infanterie | Heer             | 28. srpen 1916    |                   |
| Walter von Hülsen               | General der Infanterie | Heer             | 9. duben 1918     |                   |
| Wilhelm Humser                  | Major                  | Heer             | 16. květen 1918   |                   |
| Paul Hundius                    | Kapitänleutnant        | Marine           | 18. srpen 1918    |                   |
| Wilhelm Hundrich                | Oberst                 | Heer             | 23. duben 1918    |                   |
| Friedrich Franz von Huth        | Generalmajor           | Heer             | 31. leden 1918    |                   |
| Oskar von Hutier                | General der Infanterie | Heer             | 6. září 1917      | 23. březen 1918   |

## I
| Jméno         | Hodnost                | Vojsko           | Pour le Mérite | Dubové ratolesti |
| ------------- | ---------------------- | ---------------- | -------------- | ---------------- |
| Emil Ilse     | General der Artillerie | Heer             | 28. srpen 1916 |                  |
| Max Immelmann | Oberleutnant           | Luftstreitkräfte | 12. leden 1916 |                  |

## J
| Jméno                | Hodnost                | Vojsko            | Pour le Mérite    | Dubové ratolesti |
| -------------------- | ---------------------- | ----------------- | ----------------- | ---------------- |
| Alban von Jacobi     | General der Infanterie | Heer              | 12. srpen 1917    |                  |
| Josef Jacobs         | Major                  | Luftstreitkräfte  | 18. červenec 1918 |                  |
| Maximilian Jehle     | Leutnant               | Luftstreitkräfte  | 7. listopad 1916  |                  |
| Nikola Todorow Jekow | General der Infanterie | Bulgarische Armee | 18. leden 1916    |                  |
| Georg Johow          | Generalleutnant        | Heer              | 21. září 1916     |                  |
| Edgar Josenhanß      | Major                  | Luftstreitkräfte  | 28. říjen 1918    |                  |
| Ernst Jünger         | Hauptmann              | Heer              | 18. září 1918     |                  |

## K
| Jméno                               | Hodnost                | Vojsko                  | Pour le Mérite    | Dubové ratolesti  |
| ----------------------------------- | ---------------------- | ----------------------- | ----------------- | ----------------- |
| Ernst Kabisch                       | General der Infanterie | Heer                    | 9. říjen 1918     |                   |
| Ernst Kaether                       | Generalmajor           | Heer                    | 8. listopad 1918  |                   |
| Hans-Heinrich von Kahlden           | Oberstleutnant         | Heer                    | 6. listopad 1918  |                   |
| Konrad Kalau vom Hofe               | Hauptmann              | Heer                    | 23. červenec 1916 |                   |
| Hugo von Kathen                     | General der Infanterie | Heer                    | 28. srpen 1916    | 27. srpen 1917    |
| Georg Kaulbach                      | Oberst                 | Heer                    | 2. červenec 1918  |                   |
| Wilhelm Kaupert                     | Generalleutnant        | Heer                    | 29. říjen 1918    |                   |
| Karl von Keiser                     | Generalmajor           | Heer                    | 24. listopad 1917 |                   |
| Richard von Keiser                  | Generalmajor           | Heer                    | 21. duben 1918    |                   |
| Alfred Keller                       | Generaloberst          | Luftstreitkräfte        | 4. prosinec 1917  |                   |
| Viktor Keller                       | Generalmajor           | Heer                    | 27. březen 1918   |                   |
| Erich Kewisch                       | Oberst                 | Heer                    | 4. srpen 1918     |                   |
| Christoph von Kiefhaber             | General der Infanterie | Heer                    | 24. listopad 1917 |                   |
| Paul Kienitz                        | Oberst                 | Heer                    | 16. červenec 1918 |                   |
| Karl von Kietzell                   | Oberst                 | Heer                    | 5. červenec 1918  |                   |
| Günther von Kirchbach               | Generaloberst          | Heer                    | 27. říjen 1917    |                   |
| Hans von Kirchbach                  | Generaloberst          | Heer                    | 11. srpen 1916    |                   |
| Heinrich Kirchheim                  | Generalleutnant        | Heer                    | 13. říjen 1918    |                   |
| Hans Kirschstein                    | Leutnant               | Luftstreitkräfte        | 24. červen 1918   |                   |
| Otto Kissenberth                    | Oberleutnant           | Luftstreitkräfte        | 30. červen 1918   |                   |
| Hans Klein                          | Generalmajor           | Luftstreitkräfte        | 4. prosinec 1917  |                   |
| Rudolf Kleine                       | Hauptmann              | Luftstreitkräfte        | 4. říjen 1917     |                   |
| Alfred von Kleist                   | Generalleutnant        | Heer                    | 8. říjen 1918     |                   |
| Paul Klette                         | Oberst                 | Heer                    | 21. srpen 1918    |                   |
| Willi von Klewitz                   | Oberst                 | Heer                    | 6. srpen 1917     | 26. srpen 1918    |
| Hans Kloebe                         | Generalleutnant        | Heer                    | 20. leden 1918    |                   |
| Alexander von Kluck                 | Generaloberst          | Heer                    | 28. březen 1915   |                   |
| Robert von Klüber                   | Oberstleutnant         | Heer                    | 14. červen 1917   |                   |
| Kurt von Klüfer                     | Oberst                 | Heer                    | 21. duben 1918    |                   |
| Paul von Kneußl                     | General der Infanterie | Heer                    | 3. červen 1915    | 11. leden 1917    |
| Maximilian von Knoch                | Oberst                 | Heer                    | 15. srpen 1918    |                   |
| Otto Koch                           | Oberst                 | Heer                    | 21. duben 1918    |                   |
| Hermann Köhl                        | Hauptmann              | Luftstreitkräfte        | 21. květen 1918   |                   |
| Armin Koenemann                     | Generalmajor           | Heer                    | 28. listopad 1917 |                   |
| Götz von König                      | General der Kavallerie | Heer                    | 23. červenec 1915 |                   |
| Otto Könnecke                       | Oberstleutnant         | Luftstreitkräfte        | 26. září 1918     |                   |
| Hermann Baron Kövess von Kövesshaza | Feldmarschall          | Rakousko-uherská armáda | 4. prosinec 1915  | 26. březen 1918   |
| Waldemar Kophamel                   | Fregattenkapitän       | Marine                  | 29. prosinec 1917 |                   |
| Robert Kosch                        | General der Infanterie | Heer                    | 20. únor 1915     | 27. listopad 1915 |
| Konrad Kraehe                       | General der Infanterie | Heer                    | 8. říjen 1917     | 15. srpen 1918    |
| Konrad Krafft von Dellmensingen     | General der Artillerie | Heer                    | 7. září 1916      | 11. prosinec 1916 |
| Georg von Kranold                   | Oberst                 | Heer                    | 1. září 1918      |                   |
| Paul Krause                         | Generalleutnant        | Heer                    | 1. duben 1918     |                   |
| Alfred Krauss                       | General der Infanterie | Österreichische Armee   | 12. listopad 1917 |                   |
| Erich Krebs                         | Oberst                 | Heer                    | 23. prosinec 1917 |                   |
| Fritz Theodor Kremkow               | Major                  | Heer                    | 27. listopad 1900 |                   |
| Friedrich Kreß von Kressenstein     | General der Artillerie | Heer                    | 4. září 1917      |                   |
| Ernst-Karl von Kretschmann          | SS-Brigadeführer       | Waffen-SS               | 8. červen 1918    |                   |
| Eduard Kreuter                      | Generalmajor           | Heer                    | 14. říjen 1918    |                   |
| Friedrich von Kriegsheim            | Oberstleutnant         | Heer                    | 28. březen 1918   |                   |
| Heinrich Kroll                      | Oberleutnant           | Luftstreitkräfte        | 29. březen 1918   |                   |
| Hans Krug von Nidda                 | General der Kavallerie | Heer                    | 7. říjen 1918     |                   |
| Boleslaus von Kuczkowski            | Oberst                 | Heer                    | 24. listopad 1917 |                   |
| Kurt Kühme                          | Generalmajor           | Heer                    | 30. srpen 1918    |                   |
| Viktor Kühne                        | General der Artillerie | Heer                    | 11. prosinec 1916 |                   |
| Dr. Hermann von Kuhl                | General der Infanterie | Heer                    | 28. srpen 1916    | 20. prosinec 1916 |
| Friedrich Kundt                     | Generalleutnant        | Heer                    | 12. říjen 1918    |                   |

## L
| Jméno                         | Hodnost                | Vojsko           | Pour le Mérite    | Dubové ratolesti  |
| ----------------------------- | ---------------------- | ---------------- | ----------------- | ----------------- |
| Maximilian von Laffert        | General der Kavallerie | Heer             | 1. září 1916      |                   |
| Otto Lancelle                 | Generalleutnant        | Heer             | 9. říjen 1918     |                   |
| Rudolf Lange                  | Major                  | Heer             | 21. červenec 1918 |                   |
| Felix Langer                  | General der Infanterie | Heer             | 8. říjen 1917     | 7. listopad 1918  |
| Julius von Langsdorff         | Oberst                 | Heer             | 22. duben 1918    |                   |
| Wilhelm von Lans              | Admiral                | Marine           | 25. červen 1900   |                   |
| Alfred von Larisch            | General der Infanterie | Heer             | 25. srpen 1918    |                   |
| Arthur Laumann                | Generalmajor           | Luftstreitkräfte | 25. říjen 1918    |                   |
| Leopold von Ledebur           | General der Infanterie | Heer             | 29. srpen 1918    |                   |
| Gustav Leffers                | Leutnant               | Luftstreitkräfte | 5. listopad 1916  |                   |
| Hermann von Lenz              | Generalmajor           | Heer             | 10. duben 1918    |                   |
| Leo Leonhardy                 | Major                  | Luftstreitkräfte | 2. říjen 1918     |                   |
| Arnold Lequis                 | General der Infanterie | Heer             | 11. říjen 1917    | 5. prosinec 1917  |
| Paul von Lettow-Vorbeck       | General der Infanterie | Heer             | 4. listopad 1916  | 10. říjen 1917    |
| Magnus von Levetzow           | Konteradmiral          | Marine           | 31. říjen 1917    |                   |
| Karl von Lewinski             | Generalleutnant        | Heer             | 2. květen 1915    |                   |
| Eduard von Liebert            | General der Infanterie | Heer             | 6. červen 1917    |                   |
| Hermann von der Lieth-Thomsen | General der Flieger    | Luftstreitkräfte | 8. duben 1917     |                   |
| Otto Liman von Sanders        | General der Kavallerie | Heer             | 23. srpen 1915    | 10. leden 1916    |
| Wilhelm Lincke                | Oberst                 | Heer             | 12. květen 1917   |                   |
| Otto von der Linde            | Oberst                 | Heer             | 18. září 1914     |                   |
| Arthur von Lindequist         | Generalleutnant        | Heer             | 23. prosinec 1917 | 7. listopad 1918  |
| Alexander von Linsingen       | Generaloberst          | Heer             | 14. květen 1915   | 3. červenec 1915  |
| Karl Litzmann                 | General der Infanterie | Heer             | 29. listopad 1914 | 18. srpen 1915    |
| Ewald von Lochow              | General der Infanterie | Heer             | 14. leden 1915    | 13. listopad 1915 |
| Robert Loeb                   | General der Kavallerie | Heer             | 17. červen 1918   |                   |
| Gerhard von Löbbecke          | Oberst                 | Heer             | 7. září 1918      |                   |
| Eckhard von Loeben            | Generalmajor           | Heer             | 30. září 1918     |                   |
| Bruno Loerzer                 | Generaloberst          | Luftstreitkräfte | 12. únor 1918     |                   |
| Erich Loewenhardt             | Oberleutnant           | Luftstreitkräfte | 31. květen 1918   |                   |
| Johannes Lohs                 | Oberleutnant           | Marine           | 24. duben 1918    |                   |
| Fritz von Loßberg             | General der Infanterie | Heer             | 21. září 1916     | 24. duben 1917    |
| Friedrich von Luck und Witten | Generalmajor           | Heer             | 29. srpen 1918    |                   |
| Erich Ludendorff              | General der Infanterie | Heer             | 8. srpen 1914     | 23. únor 1915     |
| Max Ludwig                    | General der Artillerie | Heer             | 5. červenec 1918  |                   |
| Rudolf Lüders                 | General der Infanterie | Heer             | 30. září 1918     |                   |
| Arthur von Lüttwitz           | Generalleutnant        | Heer             | 8. listopad 1917  |                   |
| Walther von Lüttwitz          | General der Infanterie | Heer             | 24. srpen 1916    | 26. březen 1918   |
| Kurt von Lupin                | Generalmajor           | Heer             | 26. březen 1918   |                   |
| Moriz von Lyncker             | Generaloberst          | Heer             | 2. listopad 1917  |                   |

## M
| Jméno                                   | Hodnost                | Vojsko           | Pour le Mérite    | Dubové ratolesti  |
| --------------------------------------- | ---------------------- | ---------------- | ----------------- | ----------------- |
| August von Mackensen                    | Generalfeldmarschall   | Heer             | 27. listopad 1914 | 14. červen 1915   |
| Georg Maercker                          | Generalmajor           | Heer             | 1. říjen 1917     | 3. květen 1918    |
| Franz von Magnis                        | Oberst                 | Heer             | 4. září 1918      |                   |
| Hans Markmann                           | Leutnant               | Heer             | 12. únor 1918     |                   |
| Gottfried Marquard                      | Generalmajor           | Heer             | 27. září 1916     |                   |
| Wilhelm Marschall                       | Generaladmiral         | Marine           | 4. červenec 1918  |                   |
| Wolfgang von Marschall von Altengottern | General der Kavallerie | Heer             | 21. září 1916     | 16. květen 1918   |
| Georg von der Marwitz                   | General der Kavallerie | Heer             | 7. březen 1915    | 14. květen 1915   |
| Robert Mattiaß                          | Oberst                 | Heer             | 4. srpen 1918     |                   |
| Willi Matthias                          | Generalmajor           | Heer             | 22. listopad 1917 |                   |
| Dr. Heinrich von Maur                   | General der Artillerie | Heer             | 20. květen 1917   |                   |
| Wilhelm Meckel                          | Generalleutnant        | Heer             | 26. srpen 1917    |                   |
| Johann Meister                          | General der Infanterie | Heer             | 2. listopad 1905  |                   |
| Hans-Joachim von Mellenthin             | Fregattenkapitän       | Marine           | 25. únor 1918     |                   |
| Carl Menckhoff                          | Oberleutnant           | Luftstreitkräfte | 2. duben 1918     |                   |
| Carl Merkel                             | Oberst                 | Heer             | 3. květen 1918    |                   |
| Max von Mertens                         | Generalmajor           | Heer             | 11. září 1918     |                   |
| Hermann Mertz von Quirnheim             | Generalleutnant        | Heer             | 28. březen 1918   |                   |
| Horst von Metzsch                       | General der Artillerie | Heer             | 7. říjen 1918     |                   |
| Emil Berthold Meyer                     | Major                  | Heer             | 8. listopad 1918  |                   |
| Friedrich von Miaskowski                | Oberst                 | Heer             | 21. duben 1918    |                   |
| Andreas Michelsen                       | Vizeadmiral            | Marine           | 31. květen 1918   |                   |
| Leopold Milisch                         | Generalmajor           | Heer             | 25. říjen 1918    |                   |
| Arnold von Möhl                         | General der Infanterie | Heer             | 9. říjen 1918     |                   |
| Richard Moeller                         | Generalmajor           | Heer             | 20. květen 1917   |                   |
| Helmuth von Moltke                      | Generaloberst          | Heer             | 7. srpen 1915     |                   |
| Dr. Robert Morath                       | Fregattenkapitän       | Marine           | 7. listopad 1917  |                   |
| Kurt von Morgen                         | General der Infanterie | Heer             | 1. prosinec 1914  | 11. prosinec 1916 |
| Engelbert von Morsbach                  | Generalleutnant        | Heer             | 5. červenec 1918  |                   |
| Otto von Moser                          | Generalleutnant        | Heer             | 26. duben 1917    |                   |
| Bruno von Mudra                         | General der Infanterie | Heer             | 13. leden 1915    | 17. říjen 1916    |
| Georg Mühry                             | General der Infanterie | Heer             | 25. říjen 1918    |                   |
| Ferdinand Müller                        | Oberst                 | Heer             | 15. srpen 1918    |                   |
| Georg Alexander von Müller              | Admiral                | Marine           | 24. březen 1918   |                   |
| Karl von Müller                         | Kapitän zur See        | Marine           | 19. březen 1918   |                   |
| Max von Müller                          | Leutnant               | Luftstreitkräfte | 3. září 1917      |                   |
| Otto Müller                             | Oberst                 | Heer             | 17. září 1918     |                   |
| Rudolf Müller                           | Oberst                 | Heer             | 15. srpen 1918    |                   |
| Albert Müller-Kahle                     | Generalmajor           | Luftstreitkräfte | 13. říjen 1918    |                   |
| Max von Mulzer                          | Leutnant               | Luftstreitkräfte | 8. červenec 1916  |                   |
| Albert von Mutius                       | Generalleutnant        | Heer             | 4. září 1918      |                   |

## N
| Jméno               | Hodnost                | Vojsko           | Pour le Mérite   | Dubové ratolesti |
| ------------------- | ---------------------- | ---------------- | ---------------- | ---------------- |
| Ullrich Neckel      | Leutnant               | Luftstreitkräfte | 8. listopad 1918 |                  |
| Carl Nehbel         | General der Artillerie | Heer             | 30. září 1918    |                  |
| Karl August Nerger  | Konteradmiral          | Marine           | 24. únor 1918    |                  |
| Friedrich Nielebock | Leutnant               | Heer             | 2. červen 1918   |                  |
| Maresuke Nogi       | General                | Japonská armáda  | 10. leden 1905   |                  |

## O
| Jméno                              | Hodnost                | Vojsko                  | Pour le Mérite    | Dubové ratolesti |
| ---------------------------------- | ---------------------- | ----------------------- | ----------------- | ---------------- |
| Curt von Oesterreich               | Generalleutnant        | Heer                    | 5. červen 1918    |                  |
| Eugen Erzherzog von Österreich     | Feldmarschall          | Rakousko-uherská armáda | 23. květen 1916   | 3. listopad 1917 |
| Císař František Josef I.           | Generalfeldmarschall   | Rakousko-uherská armáda | 27. srpen 1914    | 27. srpen 1914   |
| Friedrich Erzherzog von Österreich | Feldmarschall          | Rakousko-uherská armáda | 12. květen 1915   | 4. leden 1917    |
| Joseph Erzherzog von Österreich    | Feldmarschall          | Rakousko-uherská armáda | 30. březen 1917   | 26. březen 1918  |
| Karel I.                           | Generalfeldmarschall   | Rakousko-uherská armáda | 20. květen 1916   | 6. prosinec 1916 |
| Horst von Oetinger                 | General der Infanterie | Heer                    | 26. březen 1918   |                  |
| Erich von Oldershausen             | Generalleutnant        | Heer                    | 23. prosinec 1917 | 26. březen 1918  |
| Martin von Oldershausen            | Generalleutnant        | Heer                    | 20. květen 1917   |                  |
| Gustav von Oppen                   | Oberst                 | Heer                    | 1. listopad 1918  |                  |
| Wilhelm Osiander                   | Oberstleutnant         | Heer                    | 6. listopad 1918  |                  |
| Theodor Osterkamp                  | Generalleutnant        | Luftstreitkräfte        | 2. září 1918      |                  |
| Martin Otto                        | Generalmajor           | Heer                    | 15. srpen 1918    |                  |
| Adolf von Oven                     | General der Infanterie | Heer                    | 22. září 1918     |                  |
| Ernst von Oven                     | General der Infanterie | Heer                    | 25. říjen 1918    |                  |
| Georg von Oven                     | Generalmajor           | Heer                    | 12. říjen 1917    |                  |

## P
| Jméno                                       | Hodnost                | Vojsko                  | Pour le Mérite    | Dubové ratolesti |
| ------------------------------------------- | ---------------------- | ----------------------- | ----------------- | ---------------- |
| Leo von Paczynski-Tenczin                   | Oberst                 | Heer                    | 25. listopad 1917 |                  |
| Günther von Pannewitz                       | General der Infanterie | Heer                    | 13. září 1916     |                  |
| Otto Parschau                               | Oberleutnant           | Luftstreitkräfte        | 10. červenec 1916 |                  |
| Karl Paulus                                 | Oberst                 | Heer                    | 13. říjen 1918    |                  |
| Richard von Pawelfz                         | Oberstleutnant         | Heer                    | 23. Dezember 1917 |                  |
| Paul von Pechmann                           | Oberleutnant           | Luftstreitkräfte        | 31. červenec 1917 |                  |
| Axel von Peresdorff                         | Generalmajor           | Heer                    | 22. duben 1918    |                  |
| Hans Petri                                  | General der Infanterie | Heer                    | 28. říjen 1918    |                  |
| Wilhelm Pfaehler                            | Major                  | Heer                    | 9. říjen 1918     |                  |
| Clemens Pfafferott                          | Major                  | Heer                    | 30. říjen 1918    |                  |
| Benno Pflugradt                             | Major                  | Heer                    | 3. listopad 1918  |                  |
| Ernst von Pfuel                             | General der Infanterie | Heer                    | 28. Dezember 1814 |                  |
| Arthur Pikardi                              | Major                  | Heer                    | 6. červenec 1918  |                  |
| Friedrich von Pirscher                      | Major                  | Heer                    | 5. květen 1918    |                  |
| Horst Edler von der Planitz                 | General der Infanterie | Heer                    | 20. květen 1917   |                  |
| Axel von Platen                             | Major                  | Heer                    | 21. duben 1918    |                  |
| Otto Plath                                  | Hauptmann              | Heer                    | 27. srpen 1918    |                  |
| Karl von Plehwe                             | Oberstleutnant         | Heer                    | 21. duben 1918    |                  |
| Hans von Plessen                            | Generaloberst          | Heer                    | 24. březen 1918   |                  |
| Karl von Plettenberg                        | General der Infanterie | Heer                    | 14. květen 1915   |                  |
| Otto von Plüstow                            | General der Infanterie | Heer                    | 11. květen 1917   |                  |
| Georg Pohlmann                              | Generalmajor           | Heer                    | 4. říjen 1918     |                  |
| Rudolph Popelka                             | Oberst                 | Rakousko-uherská armáda | 11. říjen 1918    |                  |
| Karl von Prager                             | Major                  | Heer                    | 23. prosinec 1917 |                  |
| Ludwig von Preuschen von und zu Liebenstein | Hauptmann              | Heer                    | 17. červen 1918   |                  |
| Hans Preusker                               | Oberstleutnant         | Heer                    | 27. červenec 1917 |                  |
| Fridrich Vilém Hohenzollern                 | General der Infanterie | Heer                    | 22. srpen 1915    | 8. září 1916     |
| Eitel Friedrich von Preußen                 | Generalmajor           | Heer                    | 22. březen 1915   | 14. květen 1915  |
| Heinrich von Preußen                        | Großadmiral            | Marine                  | 1. srpen 1916     | 24. leden 1918   |
| Wilhelm Preusser                            | Hauptmann              | Heer                    | 6. červenec 1918  |                  |
| Kurt von Buchau                             | Generalmajor           | Heer                    | 11. květen 1918   |                  |
| Kurt von Pritzelwitz                        | General der Infanterie | Heer                    | 12. leden 1916    |                  |
| Fritz Pütte                                 | Leutnant               | Luftstreitkräfte        | 31. květen 1918   |                  |
| Wilhelm von Puttkamer                       | Generalleutnant        | Heer                    | 26. říjen 1918    |                  |

## Q
| Jméno                   | Hodnost                | Vojsko | Pour le Mérite  | Dubové ratolesti |
| ----------------------- | ---------------------- | ------ | --------------- | ---------------- |
| Ferdinand von Quast     | General der Infanterie | Heer   | 11. August 1916 | 10. duben 1918   |
| Kurt Moritz von Quednow | Major                  | Heer   | 30. srpen 1918  |                  |

## R
| Jméno                        | Hodnost                | Vojsko           | Pour le Mérite    | Dubové ratolesti |
| ---------------------------- | ---------------------- | ---------------- | ----------------- | ---------------- |
| Kurt Rackow                  | Leutnant               | Heer             | 7. červen 1916    |                  |
| Franz de Rainville           | Major                  | Heer             | 6. listopad 1918  |                  |
| Otto von Rauchenberger       | Genaralleutnant        | Heer             | 6. September 1917 | 19. říjen 1918   |
| Johann von Ravenstein        | Generalleutnant        | Heer             | 23. červen 1918   |                  |
| Armin Reichenbach            | Hauptmann              | Heer             | 21. duben 1918    |                  |
| Wilhelm Reinhard             | Oberstleutnant         | Heer             | 27. duben 1917    |                  |
| Walter Reinhardt             | General der Infanterie | Heer             | 30. duben 1917    |                  |
| Hermann Reinicke             | Oberstleutnant         | Heer             | 8. Dezember 1917  |                  |
| Maximilian von Reitzenstein  | Oberst                 | Heer             | 8. listopad 1918  |                  |
| Theodor Renner               | Generalmajor           | Heer             | 1. září 1918      |                  |
| Karl von Rettberg            | Major                  | Heer             | 24. listopad 1917 |                  |
| Wilhelm Ribbentrop           | Generalmajor           | Heer             | 18. září 1918     |                  |
| Lothar von Richthofen        | Oberleutnant           | Luftstreitkräfte | 14. květen 1917   |                  |
| Manfred von Richthofen       | Rittmeister            | Luftstreitkräfte | 12. leden 1917    |                  |
| Manfred von Richthofen       | Generalleutnant        | Heer             | 18. leden 1918    |                  |
| Julius Riemann               | Genaral der Infanterie | Heer             | 16. březen 1915   |                  |
| Peter Rieper                 | Leutnant               | Heer             | 7. červenec 1918  |                  |
| Hans Eberhard von Riesenthal | Oberstleutnant         | Heer             | 22. duben 1918    |                  |
| Siegfried Rodig              | Oberst                 | Heer             | 21. duben 1918    |                  |
| Dietrich von Roeder          | Generalmajor           | Heer             | 17. duben 1918    |                  |
| Fritz von Röth               | Oberleutnant           | Luftstreitkräfte | 8. září 1918      |                  |
| Erwin Rommel                 | Generalfeldmarschall   | Heer             | 10. prosinec 1917 |                  |
| Albrecht von Roon            | Generalfeldmarschall   | Heer             | 18. říjen 1870    |                  |
| Berend Roosen                | Major                  | Heer             | 9. duben 1918     |                  |
| Hans Rose                    | Kapitänleutnant        | Marine           | 20. prosinec 1917 |                  |
| Hugo von Rosenbero           | Fregattenkapitän       | Marine           | 4. prosinec 1917  |                  |
| Albrecht von Rotberg         | Major                  | Heer             | 30. červen 1918   |                  |
| Moritz Rothenbücher          | Oberstleutnant         | Heer             | 15. srpen 1918    |                  |
| Karl Ruthenburg              | Leutnant               | Heer             | 30. červen 1918   |                  |
| Hermann Rudolph              | Oberstleutnant         | Heer             | 25. říjen 1918    |                  |
| Otto Ruhnau                  | Major                  | Heer             | 22. duben 1918    |                  |
| Fritz Rümmelein              | Leutnant               | Heer             | 28. říjen 1918    |                  |
| Fritz Rumey                  | Leutnant               | Luftstreitkräfte | 10. červen 1918   |                  |
| Siegfried Runge              | Hauptmann              | Heer             | 30. duben 1918    |                  |
| Rudolf Rusche                | Generalleutnant        | Heer             | 4. listopad 1918  |                  |

## S
| Jméno                                  | Hodnost                | Vojsko           | Pour le Mérite    | Dubové ratolesti  |  |
| -------------------------------------- | ---------------------- | ---------------- | ----------------- | ----------------- |  |
| Herzog Ernst II. von Sachsen-Altenburg | General der Infanterie | Heer             | 30. květen 1915   |                   |  |
| Gotthard Sachsenberg                   | Luftstreitkräfte       | Marine           | 5. srpen 1918     |                   |  |
| Sieghard von Saldern                   | Hauptmann              | Heer             | 21. květen 1918   |                   |  |
| Reinhold Saltzwedel                    | Oberleutnant           | Marine           | 20. srpen 1917    |                   |  |
| Philipp Sander                         | Major                  | Heer             | 6. květen 1918    |                   |  |
| Traugott von Sauberzweig               | Generalmajor           | Heer             | 6. září 1917      |                   |  |
| Ernst Schaumburg                       | Hauptmann              | Heer             | 21. duben 1918    |                   |  |
| Karl-Emil Schäfer                      | Leutnant               | Luftstreitkräfte | 26. duben 1917    |                   |  |
| Reinhard Scheer                        | Admiral                | Marine           | 5. červen 1916    | 1. únor 1918      |  |
| Reinhard von Scheffer-Boyadel          | General der Infanterie | Heer             | 2. prosinec 1914  |                   |  |
| Felix Schelle                          | Major                  | Heer             | 30. červen 1918   |                   |  |
| Dedo von Schenck                       | General der Infanterie | Heer             | 2. říjen 1916     |                   |  |
| Werner Schering                        | Major                  | Heer             | 3. září 1918      |                   |  |
| Heinrich Scheuch                       | General der Infanterie | Heer             | 8. duben 1918     |                   |  |
| Peter Scheunemann                      | Oberstleutnant         | Heer             | 1. duben 1918     |                   |  |
| Ernst Adolph Alphons von Schimmelmann  | Major                  | Heer             | 16. červenec 1918 |                   |  |
| Max-Friedrich von Schlechtendal        | Oberst                 | Heer             | 27. červenec 1917 |                   |  |
| Eduard von Schleich                    | Hauptmann              | Luftstreitkräfte | 4. prosinec 1917  |                   |  |
| Walter von Schleinitz                  | Major                  | Heer             | 31. říjen 1917    |                   |  |
| Heinrich Schmedes                      | Oberstleutnant         | Heer             | 5. říjen 1918     |                   |  |
| Eberhard von Schmettow                 | Generalleutnant        | Heer             | 11. prosinec 1916 |                   |  |
| Egon von Schmettow                     | Generalleutnant        | Heer             | 4. listopad 1917  |                   |  |
| Hans Schmid                            | Oberstleutnant         | Heer             | 27. červenec 1917 |                   |  |
| Schmidt von Knobelsdorf                | Generalleutnant        | Heer             | 17. říjen 1915    |                   |  |
| Erhardt Schmidt                        | Vizeadmiral            | Marine           | 31. říjen 1917    |                   |  |
| Johann von Schmidtler                  | Major                  | Heer             | 26. říjen 1918    |                   |  |
| Walther Schnieber                      | Leutnant               | Heer             | 27. říjen 1917    |                   |  |
| Rudolf Schniewindt                     | Major                  | Heer             | 4. srpen 1918     |                   |  |
| Wilhelm Schniewindt                    | Major                  | Heer             | 21. květen 1918   |                   |  |
| Emil von Schnizer                      | Major                  | Heer             | 27. srpen 1918    |                   |  |
| Roderich von Schoeler                  | Generalleutnant        | Heer             | 30. červen 1918   |                   |  |
| Albert Schoen                          | Major                  | Heer             | 25. říjen 1918    |                   |  |
| Ernst von Schönfeldt                   | Major                  | Heer             | 6. listopad 1918  |                   |  |
| Ferdinand Schörner                     | Generalfeldmarschall   | Heer             | 5. prosinec 1917  |                   |  |
| Friedrich von Scholtz                  | General der Artillerie | Heer             | 3. září 1915      |                   |  |
| Erich Scholtz                          | Hauptmann              | Heer             | 23. prosinec 1917 |                   |  |
| Wilhelm Paul Schreiber                 | Leutnant               | Luftstreitkräfte | 29. květen 1918   |                   |  |
| Ludwig von Schröder                    | Admiral                | Marine           | 20. říjen 1915    | 23. prosinec 1917 |  |
| Richard von Schubert                   | General der Artillerie | Heer             | 28. srpen 1916    |                   |  |
| Georg von Schüssler                    | Generalleutnant        | Heer             | 22. duben 1918    |                   |  |
| Ernst Schütz                           | Oberstleutnant         | Heer             | 20. květen 1917   |                   |  |
| Friedrich von der Schulenburg          | Generalmajor           | Heer             | 24. červenec 1917 | 23. březen 1918   |  |
| Karl von der Schulenburg-Wolfsburg     | Oberst                 | Heer             | 8. říjen 1917     |                   |  |
| Walter Schultz                         | Major                  | Heer             | 4. říjen 1918     |                   |  |
| Otto Schultze                          | Generaladmiral         | Marine           | 18. březen 1918   |                   |  |
| Adolf Schwab                           | Oberstleutnant         | Heer             | 6. listopad 1918  |                   |  |
| Detlof von Schwerin                    | Oberst                 | Heer             | 12. červen 1918   |                   |  |
| Oskar Schwerk                          | Oberstleutnant         | Heer             | 21. září 1916     |                   |  |
| Walther Schwieger                      | Kapitänleutnant        | Marine           | 30. červenec 1917 |                   |  |
| Hans von Seeckt                        | Generaloberst          | Heer             | 14. květen 1915   |                   |  |
| Tuft Friedrich von Seelhorst           | Major                  | Heer             | 26. listopad 1917 |                   |  |
| Hans Sehmsdorff                        | Major                  | Heer             | 17. říjen 1918    |                   |  |
| Karl Seidel                            | Hauptmann              | Heer             | 9. říjen 1918     |                   |  |
| Reinhard Seiler                        | Hauptmann              | Heer             | 31. leden 1918    |                   |  |
| Fritz von Selle                        | Oberst                 | Heer             | 6. leden 1918     |                   |  |
| Georg Sick                             | Oberstleutnant         | Heer             | 20. květen 1917   |                   |  |
| Ludwig Sieger                          | Generalleutnant        | Heer             | 27. duben 1918    |                   |  |
| Gustav Siess                           | Korvettenkapitän       | Marine           | 24. duben 1918    |                   |  |
| Friedrich Bertram Sixt von Armin       | General der Infanterie | Heer             | 10. srpen 1916    |                   |  |
| Franz von Soden                        | General der Infanterie | Heer             | 27. červenec 1917 |                   |  |
| George Soldan                          | Hauptmann              | Heer             | 22. duben 1918    |                   |  |
| Hans Sottorf                           | Hauptmann              | Heer             | 1. listopad 1918  |                   |  |
| Wilhelm Souchon                        | Admiral                | Marine           | 29. říjen 1916    |                   |  |
| Theodor Sproesser                      | Major                  | Heer             | 10. prosinec 1917 |                   |  |
| Hermann von Staab                      | Generalleutnant        | Heer             | 11. prosinec 1916 |                   |  |
| Markus Stachow                         | Oberstleutnant         | Heer             | 28. listopad 1917 |                   |  |
| Max Stapff                             | Major                  | Heer             | 23. prosinec 1917 |                   |  |
| Hermann von Stein                      | General der Artillerie | Heer             | 1. září 1916      |                   |  |
| Adolf Steinwachs                       | Major                  | Heer             | 2. květen 1917    |                   |  |
| Albrecht Steppuhn                      | Major                  | Heer             | 17. červen 1918   |                   |  |
| Otto von Steetten                      | Generalleutnant        | Heer             | 22. září 1916     |                   |  |
| Wolfgang Steinbauer                    | Oberleutnant           | Marine           | 3. březen 1918    |                   |  |
| Otto Steinbrinck                       | Fregattenkapitän       | Marine           | 29. březen 1916   |                   |  |
| Kuno von Steuben                       | General der Infanterie | Heer             | 13. říjen 1915    |                   |  |
| Otto Stobbe                            | Major                  | Heer             | 6. listopad 1918  |                   |  |
| Julius von Stoeklern zu Grünholzek     | Oberstleutnant         | Heer             | 23. červen 1918   |                   |  |
| Gustav Stoffleth                       | Hauptmann              | Heer             | 22. leden 1918    |                   |  |
| Paulus von Stolzmann                   | Generalmajor           | Heer             | 7. červenec 1915  |                   |  |
| Albrecht von Stosch                    | Major                  | Heer             | 21. říjen 1918    |                   |  |
| Heinrich Strack                        | Hauptmann              | Heer             | 30. říjen 1918    |                   |  |
| Hermann von Strantz                    | General                | Heer             | 22. srpen 1915    |                   |  |
| Peter Strasser                         | Fregattenkapitän       | Marine           | 20. srpen 1917    |                   |  |
| Edwin von Stülpnagel                   | General der Infanterie | Heer             | 4. srpen 1918     |                   |  |
| Karl von Stumpff                       | Generalleutnant        | Heer             | 22. duben 1918    |                   |  |
| Wolff von Stutterheim                  | Generalmajor           | Heer             | 29. srpen 1918    |                   |  |
| Hans von Sydow                         | Oberstleutnant         | Heer             | 6. leden 1918     |                   |  |

## T
| Jméno                                                | Hodnost                | Vojsko           | Pour le Mérite    | Dubové ratolesti |
| ---------------------------------------------------- | ---------------------- | ---------------- | ----------------- | ---------------- |
| Ludwig von der Tann-Rathsamhausen                    | General der Infanterie | Heer             | 22. prosinec 1870 |                  |
| Gerhard Tappen                                       | Generalmajor           | Heer             | 11. září 1915     |                  |
| Friedrich von Taysen                                 | Oberst                 | Heer             | 6. leden 1918     |                  |
| Theodor Teetzmann                                    | Generalmajor           | Heer             | 11. říjen 1917    |                  |
| Rudolf Teichmann                                     | Hauptmann              | Heer             | 18. květen 1918   |                  |
| Otto Teschner                                        | Oberstleutnant         | Heer             | 22. leden 1918    |                  |
| Wilhelm von Thadden                                  | Oberstleutnant         | Heer             | 8. říjen 1917     |                  |
| Albrecht von Thaer                                   | Oberstleutnant         | Heer             | 6. srpen 1917     |                  |
| Karl Thom                                            | Leutnant               | Luftstreitkräfte | 1. listopad 1918  |                  |
| Emil Thuy                                            | Leutnant               | Luftstreitkräfte | 30. červen 1918   |                  |
| Paul Tiede                                           | Generalleutnant        | Heer             | 17. duben 1918    |                  |
| August von Tippelstirch                              | Hauptmann              | Heer             | 15. říjen 1918    |                  |
| Alfred von Tirpitz                                   | Großadmiral            | Marine           | 10. srpen 1915    |                  |
| Georgij Stojanov Todorov                             | General der Infanterie | Bulharská armáda | 14. říjen 1917    |                  |
| Emil Trebing                                         | Leutnant               | Heer             | 14. duben 1918    |                  |
| Horst Julius Treusch von Buttlar-Brandenfels\|Oberst | Luftstreitkräfte       | 9. duben 1918    |                   |                  |
| Walter Trenck                                        | Hauptmann              | Heer             | 15. červenec 1918 |                  |
| Hans von Troilo                                      | Oberstleutnant         | Heer             | 5. červen 1918    |                  |
| Adolf von Trotha                                     | Admiral                | Marine           | 5. červen 1916    |                  |
| Erich von Tschischwitz                               | Oberst                 | Heer             | 9. listopad 1917  |                  |
| Adolf von Tutschek                                   | Hauptmann              | Luftstreitkräfte | 3. duben 1917     |                  |
| Ludwig von Tutschek                                  | Generalmajor           | Heer             | 8. prosinec 1917  |                  |

## U
| Jméno                              | Hodnost       | Vojsko           | Pour le Mérite | Dubové ratolesti |
| ---------------------------------- | ------------- | ---------------- | -------------- | ---------------- |
| Ernst von Uechtritz und Steinkirch | Gereralmajor  | Heer             | 21. říjen 1918 |                  |
| Ernst Udet                         | Generaloberst | Luftstreitkräfte | 9. duben 1918  |                  |
| Walter von Unruh                   | Major         | Heer             | 21. duben 1918 |                  |
| Guido von Usedom                   | Admiral       | Marine           | 5. duben 1902  | 23. srpen 1915   |

## V
| Jméno                         | Hodnost         | Vojsko           | Pour le Mérite    | Dubové ratolesti |
| ----------------------------- | --------------- | ---------------- | ----------------- | ---------------- |
| Hans Peter van Vaernewyck     | Major           | Heer             | 18. září 1918     |                  |
| Max Valentiner                | Kapitän zur See | Marine           | 26. prosinec 1916 |                  |
| Josef Veltjens                | Oberst          | Luftstreitkräfte | 16. srpen 1918    |                  |
| Detlew Vett                   | Generalleutnant | Heer             | 4. říjen 1918     |                  |
| Max Viebeg                    | Kapitänleutnant | Marine           | 30. leden 1918    |                  |
| Alfred von Vollard-Bockelberg | Major           | Heer             | 4. listopad 1917  |                  |
| Werner Voß                    | Leutnant        | Luftstreitkräfte | 8. duben 1917     |                  |
| Hans von Voss                 | Major           | Heer             | 23. prosinec 1917 |                  |

## W
| Jméno                           | Hodnost                | Vojsko                | Pour le Mérite    | Dubové ratolesti |
| ------------------------------- | ---------------------- | --------------------- | ----------------- | ---------------- |
| Emil Waldorf                    | Generalleutnant        | Heer                  | 1. listopad 1918  |                  |
| Alfred von Waldstätten          | Generalmajor           | Österreichische Armee | 3. listopad 1917  |                  |
| Franz Walz                      | Generalleutnant        | Luftstreitkräfte      | 9. srpen 1918     |                  |
| Curt von Wängenheim             | Oberst                 | Heer                  | 3. září 1917      |                  |
| Hans Walther                    | Kapitänleutnant        | Marine                | 9. leden 1917     |                  |
| Erwin Wassner                   | Kapitänleutnant        | Marine                | 5. březen 1918    |                  |
| Oskar von Watter                | Generalleutnant        | Heer                  | 23. prosinec 1917 | 3. listopad 1918 |
| Theodor von Watter              | General der Infanterie | Heer                  | 1. září 1916      |                  |
| Theordor von Weber              | Oberstleutnant         | Heer                  | 8. říjen 1918     |                  |
| Otto Weddigen                   | Kapitänleutnant        | Marine                | 24. říjen 1914    |                  |
| Fritz von Wedekind              | Major                  | Heer                  | 15. srpen 1918    |                  |
| Hasso von Wedel                 | Generalmajor           | Heer                  | 27. srpen 1917    |                  |
| Richard Wellmann                | Generalleutnant        | Heer                  | 23. prosinec 1917 |                  |
| Karl von Wenckstern             | Hauptmann              | Heer                  | 27. srpen 1918    |                  |
| Ralph Wenniger                  | Kapitänleutnant        | Marine                | 30. březen 1918   |                  |
| Karl von Wenniger               | Generalleutnant        | Heer                  | 1. květen 1917    |                  |
| Hans von Werder                 | Oberst                 | Heer                  | 3. květen 1918    |                  |
| Wilhelm Werner                  | Kapitänleutnant        | Marine                | 18. srpen 1918    |                  |
| Eduard von Westhoven            | Major                  | Heer                  | 1. duben 1918     |                  |
| Georg Wetzell                   | Major                  | Heer                  | 11. prosinec 1916 | 1. listopad 1917 |
| Georg Wichura                   | General der Infanterie | Heer                  | 26. duben 1917    |                  |
| Hermann Wilck                   | Hauptmann              | Heer                  | 9. říjen 1918     |                  |
| Adolf Wild von Hohenborn        | Generalleutnant        | Heer                  | 2. srpen 1915     |                  |
| Ludwig Wilhelm von Willisen     | Major                  | Heer                  | 1. listopad 1917  |                  |
| Karl Willweber                  | Leutnant               | Heer                  | 3. září 1918      |                  |
| Arnold von Winckler             | General der Infanterie | Heer                  | 27. listopad 1915 |                  |
| Rudolf Windisch                 | Leutnant               | Luftstreitkräfte      | 6. červen 1918    |                  |
| Kurt Wintgens                   | Leutnant               | Luftstreitkräfte      | 1. červenec 1916  |                  |
| Eduard Wittekind                | Hauptmann              | Heer                  | 4. prosinec 1917  |                  |
| Walther Dietrich von Witzleben  | Generalmajor           | Heer                  | 23. červen 1918   |                  |
| Kurt Wolff                      | Oberleutnant           | Luftstreitkräfte      | 4. květen 1917    |                  |
| Horst von Wolff                 | Hauptmann              | Heer                  | 28. listopad 1917 |                  |
| Siegfried Woltersdorf           | Major                  | Heer                  | 29. říjen 1918    |                  |
| Remus von Woyrsch               | Generalfeldmarschall   | Heer                  | 25. říjen 1914    |                  |
| Ernst von Wrisberg              | Generalmajor           | Major                 | 8. duben 1918     |                  |
| Otto Wünsche                    | Kapitänleutnant        | Marine                | 20. prosinec 1917 |                  |
| Hermann Wülfing                 | Major                  | Heer                  | 30. říjen 1918    |                  |
| Kurt Wüsthoff                   | Leutnant               | Luftstreitkräfte      | 22. listopad 1917 |                  |
| Albrecht Herzog von Württemberg | Generalfeldmarschall   | Heer                  | 22. srpen 1915    |                  |
| Fritz Wulff                     | Major                  | Heer                  | 8. říjen 1918     |                  |
| Gustav Adolf von Wulffen        | Brigadeführer          | Waffen-SS             | 21. duben 1918    |                  |

## X
| Jméno              | Hodnost                | Vojsko | Pour le Mérite | Dubové ratolesti |
| ------------------ | ---------------------- | ------ | -------------- | ---------------- |
| Oskar von Xylander | General der Infanterie | Heer   | 20. srpen 1916 |                  |

## Y
| Jméno                      | Hodnost | Vojsko | Pour le Mérite | Dubové ratolesti |
| -------------------------- | ------- | ------ | -------------- | ---------------- |
| Ernst Yorck von Wartenburg | Major   | Heer   | 23. září 1918  |                  |

## Z
| Jméno          | Hodnost                | Vojsko | Pour le Mérite    | Dubové ratolesti |
| -------------- | ---------------------- | ------ | ----------------- | ---------------- |
| Alfred Ziethen | Generalmajor           | Heer   | 14. červen 1915   |                  |
| Max Zunehmer   | Generalmajor           | Heer   | 29. listopad 1917 |                  |
| Hans von Zwehl | General der Infanterie | Heer   | 8. září 1914      | 17. říjen 1917   |